# TMEM127
TMEM127 (англ. Transmembrane protein 127) – білок, який кодується однойменним геном, розташованим у людей на 2-й хромосомі. Довжина поліпептидного ланцюга білка становить 238 амінокислот, а молекулярна маса — 25 842.
| 10         |  | 20         |  | 30         |  | 40         |  | 50         |
| ---------- |  | ---------- |  | ---------- |  | ---------- |  | ---------- |
| MYAPGGAGLP |  | GGRRRRSPGG |  | SALPKQPERS |  | LASALPGALS |  | ITALCTALAE |
| PAWLHIHGGT |  | CSRQELGVSD |  | VLGYVHPDLL |  | KDFCMNPQTV |  | LLLRVIAAFC |
| FLGILCSLSA |  | FLLDVFGPKH |  | PALKITRRYA |  | FAHILTVLQC |  | ATVIGFSYWA |
| SELILAQQQQ |  | HKKYHGSQVY |  | VTFAVSFYLV |  | AGAGGASILA |  | TAANLLRHYP |
| TEEEEQALEL |  | LSEMEENEPY |  | PAEYEVINQF |  | QPPPAYTP   |  |            |

A: Аланін

C: Цистеїн

D: Аспарагінова кислота

E: Глутамінова кислота

F: Фенілаланін

G: Гліцин

H: Гістидин

I: Ізолейцин

K: Лізин

L: Лейцин

M: Метіонін

N: Аспарагін

P: Пролін

Q: Глутамін

R: Аргінін

S: Серин

T: Треонін

V: Валін

W: Триптофан

Кодований геном білок за функцією належить до фосфопротеїнів. 
Задіяний у такому біологічному процесі, як ацетилювання. 
Локалізований у клітинній мембрані, цитоплазмі, мембрані.